# カール・アウグスト (ザクセン＝ヴァイマル＝アイゼナハ大公)
カール・アウグスト・フォン・ザクセン＝ヴァイマル＝アイゼナハ （ドイツ語: Karl August von Sachsen-Weimar-Eisenach, 1757年9月3日 - 1828年6月14日）は、ザクセン＝ヴァイマル＝アイゼナハ公（在位：1758年 - 1815年）、1815年に大公に昇格し、ザクセン＝ヴァイマル＝アイゼナハ大公（在位：1815年 - 1828年）となった。

## 人物
ザクセン＝ヴァイマル＝アイゼナハ公エルンスト・アウグスト2世（ザクセン＝ヴァイマル公位とザクセン＝アイゼナハ公位を保持していた）と、妃アンナ・アマーリアの第1子として、ヴァイマルで誕生した。1歳の時に父が急逝したため、知的で啓蒙、進歩的、芸術を愛する女性であった母アンナ・アマーリアが摂政となって公国を統治した。1771年より幼いカール・アウグストの家庭教師となったのは、クリストフ・マルティン・ヴィーラントであった。
1774年、カール・アウグストの実弟フリードリヒ・フェルディナントの家庭教師となったのは、詩人クネーベルであった。クネーベルに連れられて若い兄弟はパリへ向かい、途中のフランクフルトでゲーテを紹介された。これがカール・アウグストとゲーテの親交の始まりであった。

## 家族
1775年、ヘッセン＝ダルムシュタット方伯ルートヴィヒ9世の娘、ルイーゼと結婚。7子が生まれたが、成人したのは3人である。
- カール・フリードリヒ（1783年 - 1853年） - 大公位を継承。ロシア大公女マリア・パヴロヴナと結婚。
- カロリーネ・ルイーゼ（英語版）（1786年 - 1816年） - メクレンブルク＝シュヴェリーン大公の公子フリードリヒと結婚。
- カール・ベルンハルト（1792年 - 1862年） - 軍人としてオランダ軍に所属した。ザクセン＝マイニンゲン公女イーダと結婚し、8子をもうけた。

また、名うての女たらしとして知られ、3人の愛妾との間に5人の庶子をもうけている。